# ヘンドリック・フランス・ファン・リント
ヘンドリック・フランス・ファン・リント（Hendrik Frans van Lint、1684年 – 1763年9月24日）はフランドル出身の画家である。ローマで活動し、風景画やヴェドゥータと呼ばれる都市景観画を描いた。

## 略歴
アントウェルペンで生まれた。画家のピーテル・ファン・リント(Pieter van Lint: 1609-1690)の息子であったが、父親はファン・リントが6歳の時、亡くなっている。12歳でアントウェルペンの画家、ピーテル・ファン・ブレダール(Pieter van Bredael: 1629–1719)の弟子になった。短い修業期間の後、ローマに移ったのは1697年から1700年の間であると考えられていて、ファン・リントは1710年に母親が亡くなった後、短期間アントウェルペンに戻った以外はローマで生涯を過ごした。
ローマで活動する、オランダやフランドル出身の画家達のグループ、「Bentvueghels」の一人となり、「Bentvueghels」では互いを仇名で呼び合っていたので、ファン・リントは「Studio」や「Monsu Studio」の仇名が付けられていて、作品を描くのに多くの時間をスタジオで過ごしたことがこの仇名の由来とされる。
このころ、ローマで活動した代表的な風景画家、クロード・ロラン(1600s-1682)やガスパール・ファン・ウィッテル(1652/1653-1736)の題材やスタイルを継承した。クロード・ロランの「理想化された風景」とファン・ウィッテルが描いた都市の景観の両方を描いた。同時代にローマで風景画を描いた画家、版画家には、テオドール・ヴィルケンス（Theodoor Wilkens: 1690-1748)もいる。ファン・リントの作品の中に実際には訪れたことのなかったとされる、ナポリやヴェネツィアの風景があるのはファン・ウィッテルの作品を参考に描いたとされる。
ローマの名所の風景を描き、ローマの有力者やローマを訪れる人々に人気になった。1719年にローマで結婚し、息子のジャコモ・ファン・リント(Giacomo van Lint/ Jacob van Lint: 1723–1780)も画家になった。

## 作品

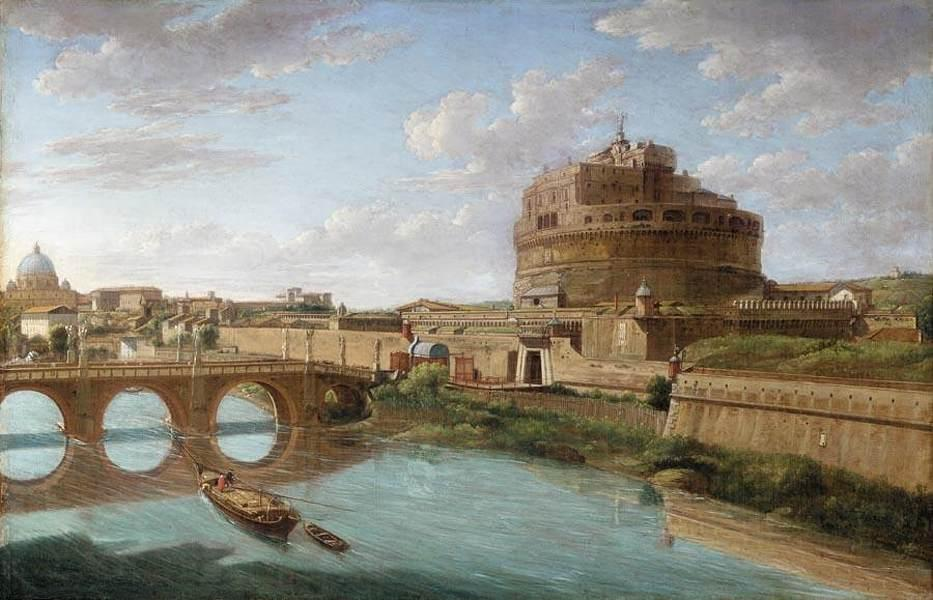
ローマ、テヴェレ川の眺め(1734)、個人蔵
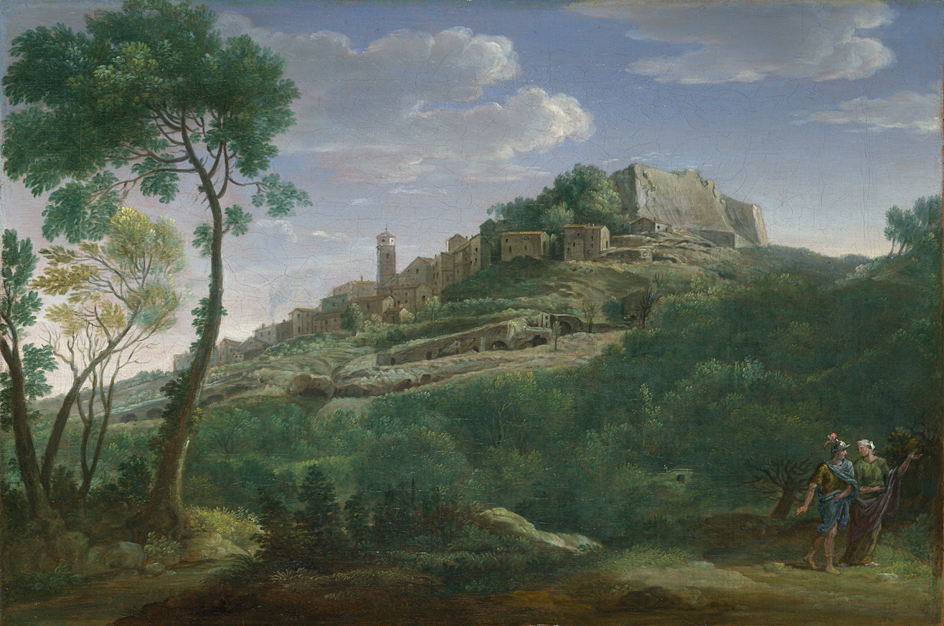
イタリア丘陵地の街の風景 ナショナル・ギャラリー (ロンドン)蔵
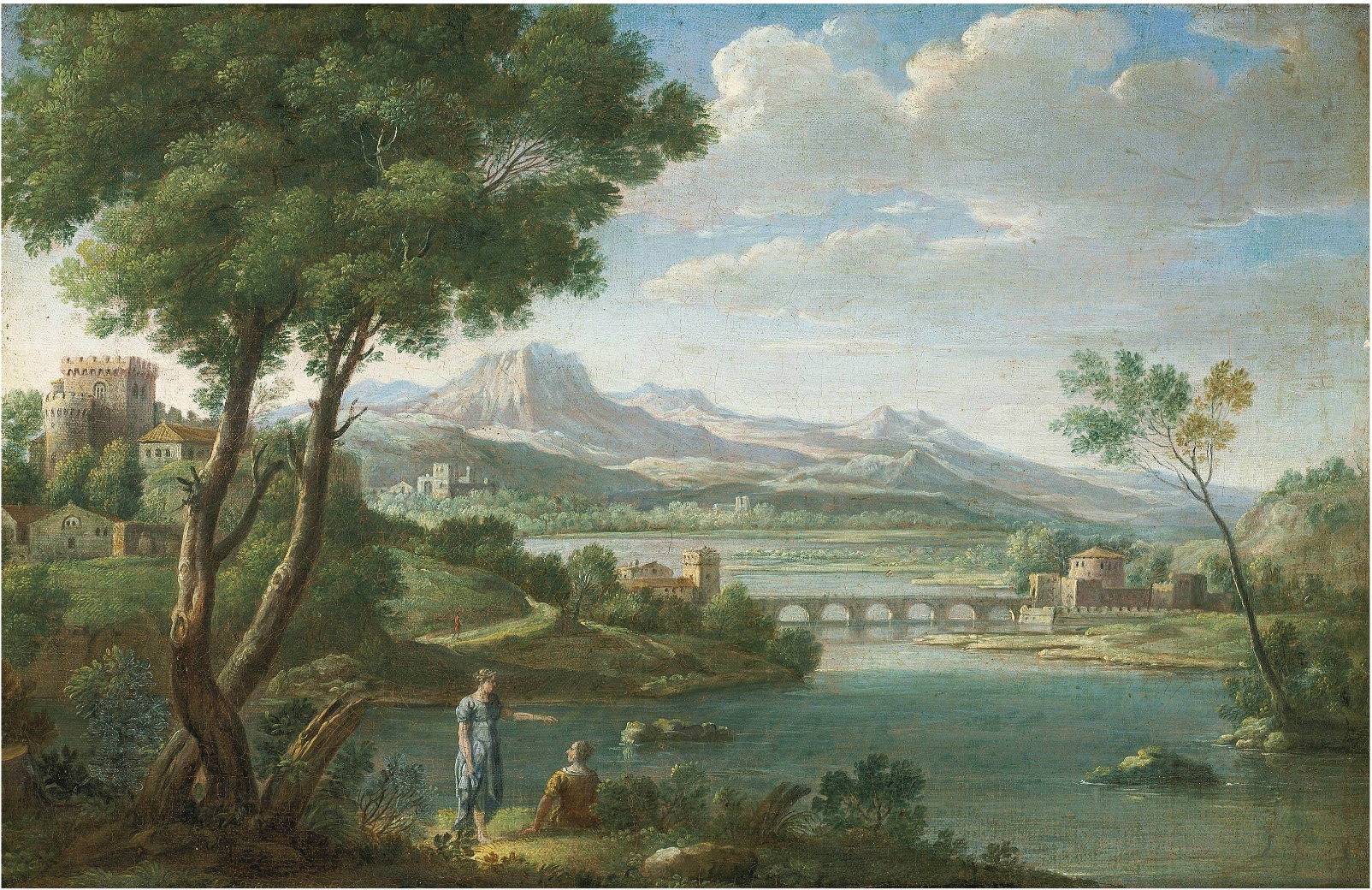
イタリアの風景、個人蔵
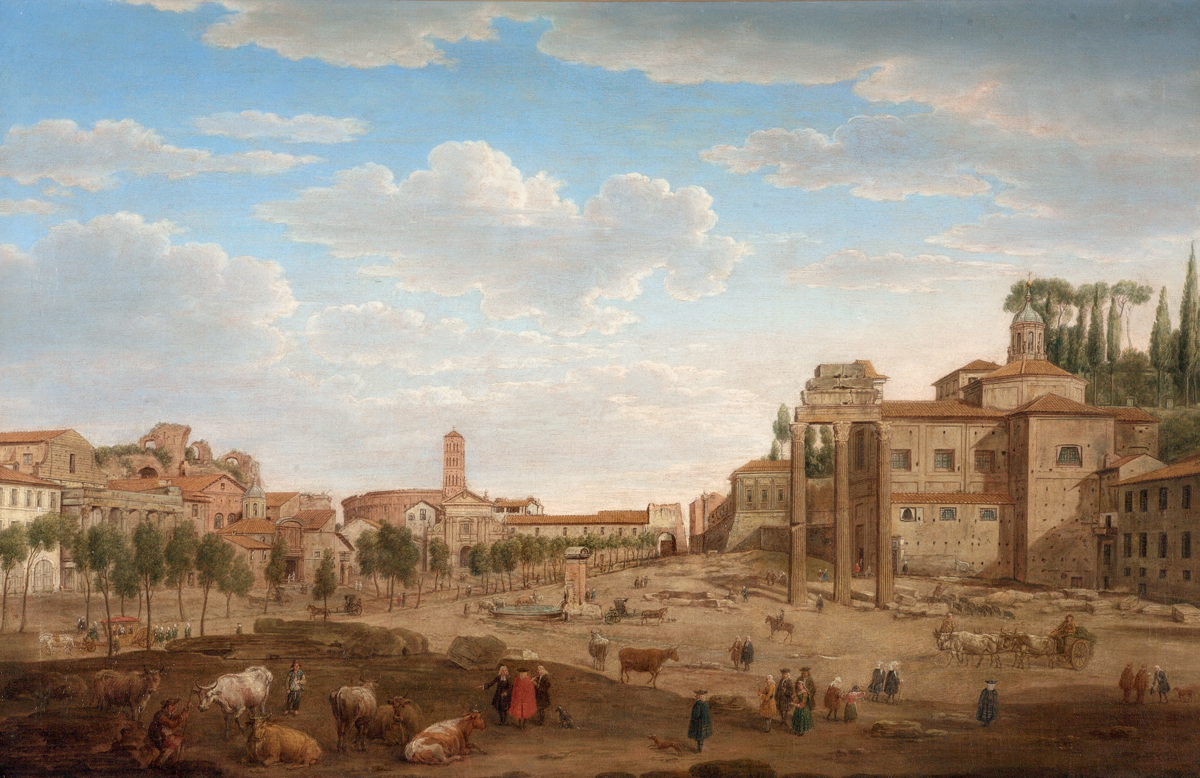
カンポ・ヴァチーノ Victoria Art Gallery 蔵
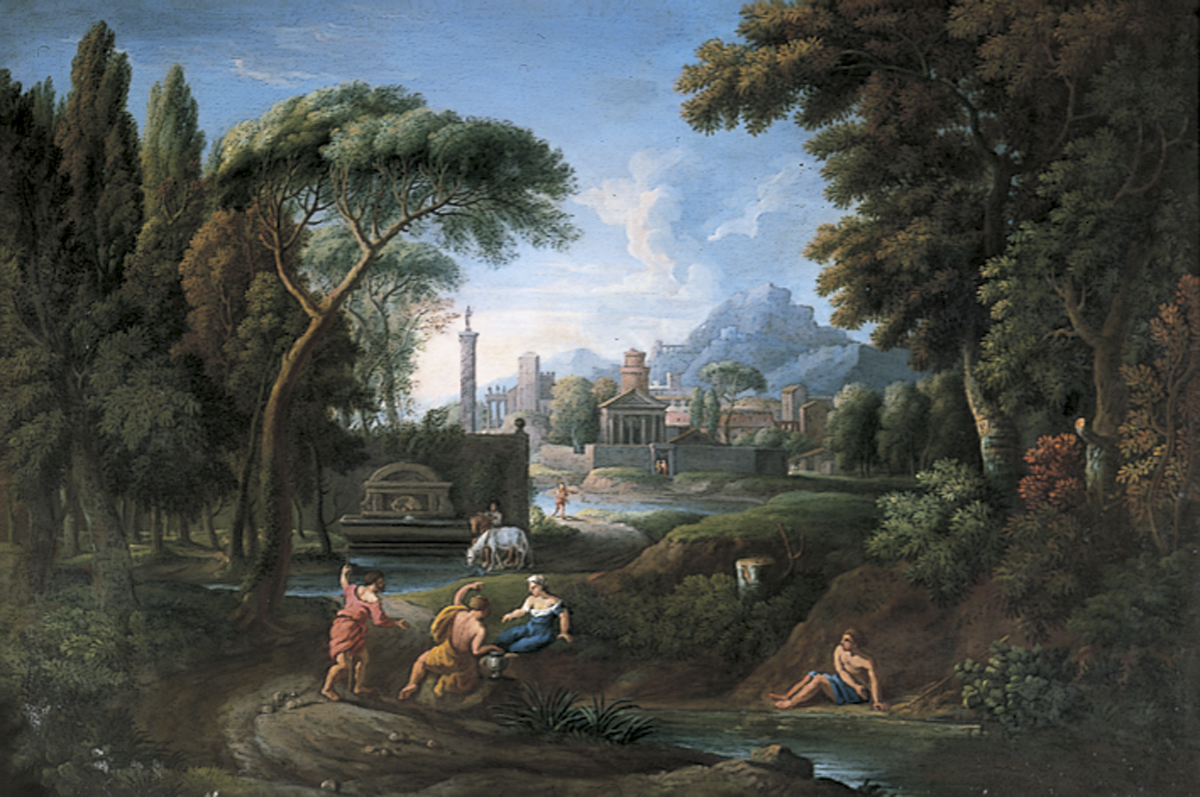
古典的なスタイルのイタリアトの風景画 Rochester Guildhall 蔵
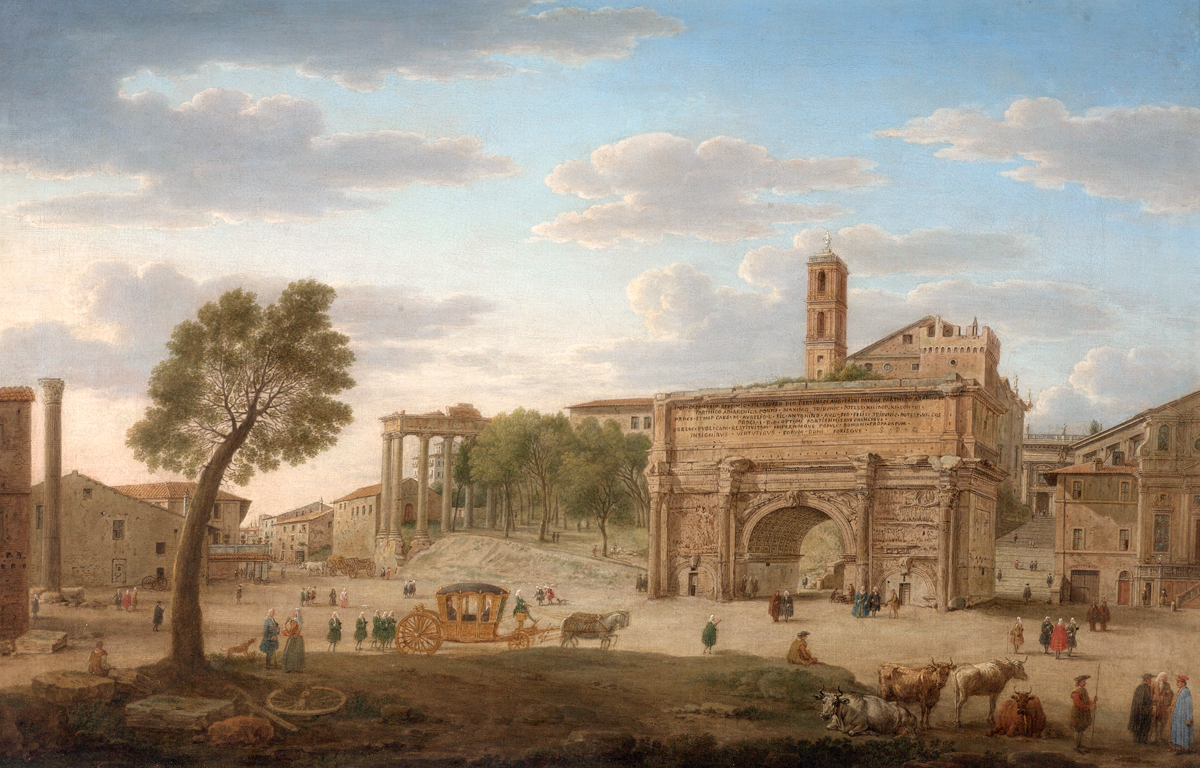
ハドリアヌスの凱旋門